# 南高 (作家)
南高（1917年10月29日—1951年11月30日），原名陈友知，圣名若瑟，越南河南省里仁县人，作家。代表作为《志飘》。曾参加文化救国会运动。1951年于宁平省执行任务时被杀害。

## 生平
1917年，南高出生于法属印度支那河南省里仁县的农村，家境贫寒，幼时跟着父亲在南定省上学。他是家中唯一一个上过学的孩子。由于成中考试落榜，南高和舅父一起到西贡谋生，三年后因身体原因返回里仁县，并于一年后考上成中。但因健康问题，他毕业后未能成为国家干部，只好在河内市郊一家私塾任教。日本入侵中南半岛期间学校被迫关闭，南高只能以写作勉强维持生活。
1936年，南高就已经在报纸上发表诗歌、小说与戏剧。1941年，南高发布了代表作《志飘》。1943年，经同为作家的苏怀介绍加入文化救国会，但由于革命运动遭到镇压，南高返回家乡。1945年，南高在家乡参与了八月革命的夺权运动，并被推选为乡政府主席，直到1946年被调往河内，担任文化救国会机关报《先锋》杂志总编辑。1946年12月，南高来到越北，开办《卫国》、《胜利的旗帜》、《越北救国》等报刊。1948年加入印度支那共产党，负责《救国》、《文艺》杂志的编辑。1950年参与边界战役。1951年于宁平省嘉远县执行任务时遭遇伏击，中弹身亡。

## 作品
中华人民共和国解放军外国语学院的余富兆认为南高的作品可分为八月革命前与八月革命后两个历史时期。八月革命前其作品多为描写农民与贫穷知识分子的悲惨命运，八月革命后南高开始转向革命题材的创作：

### 八月革命前
| - 《老鹤》（Lão Hạc） - 《一顿饱饭》（Một bữa no） - 《婚礼》（Một đám cưới） - 《志飘》（Chí Phèo） - 《死亡线上的挣扎》（Sống mòn） - 《遗忘调度》（Quên điều độ） - 《笑》（Cười） - 《小孩子不可以吃狗肉》（Trẻ con không được ăn thịt chó） | - 《半夜》（Nửa đêm） - 《明月》（Giăng sáng） - 《眼泪》（Nước mắt） - 《多余的人生》（Đời thừa） - 《郎中》（Lang Rận） - 《玩不起的仪表》（Cái mặt không chơi được） - 《看别人幸福》（Nhìn người ta sung sướng） |

### 八月革命后
- 《一双眼睛》（Đôi mắt）
- 《林中日记》（Nhật ký ở rừng）
- 《去南方之路》（Đường vô Nam）
- 《在越北的道路上》（Trên những con đường Việt Bắc）
- 《边界纪事》（Truyện biên giới）
- 《贡献》（Đóng góp）
- 《距敌人据点四公里》（Bốn cây số cách một căn cứ địch）
- 《这些漂亮的手》（Những bàn tay đẹp ấy）
- 《定额》（Định mức）

## 影响与评价
南高牺牲后，越南再版了《一双眼睛》（1954）、《婚礼》（1963），并多次出版南高短篇小说选集。南高的大量文章入选了越南各级教科书。1996年，南高被授予越南文学最高荣誉奖——胡志明奖，并名列榜首。越南的南高研究专家风黎称“南高的著作经历了时代的严峻考验，越考验越明亮”。2001年，为纪念南高牺牲50周年，越南以南高肖像与一些代表作品为版面，专门发行了纪念邮票。2002年，日本广播协会越南处处长加藤纪夫在接受记者采访时称其最喜爱的越南作家第一位便是南高。
在中国和越南，均有学者将南高与鲁迅相比，南高本人有“越南鲁迅”之称，其作品《志飘》亦被称为越南版《阿Q正传》。